# Alopecosa yamalensis
Alopecosa yamalensis är en spindelart som beskrevs av Sergei L. Esyunin 1996. Alopecosa yamalensis ingår i släktet Alopecosa och familjen vargspindlar. Inga underarter finns listade i Catalogue of Life.